# Lugabukten
Lugabukten (ryska: Лужская губа) är en vik i Leningrad oblast i Ryssland. Den ligger utmed Finska vikens södra strand nära gränsen till Estland. Lugabukten avgränsas i väster av halvön Kurgalskij och i öster av Soikinskij. Floden Luga mynnar i viken i närheten av orten Ust-Luga.

### Fotnoter
1. ↑  Luzhskaya Guba hos Geonames.org (cc-by); läst 2017-12-18